# Claud Russell
Sir Claud Frederick William Russell, KCMG, FRGS, FZS (* 9. Dezember 1871; † 9. Dezember 1959) war ein britischer Diplomat, der unter anderem von 1920 bis 1925 Gesandter in Äthiopien, von 1928 bis 1931 Gesandter in der Schweiz sowie von 1931 bis 1935 Botschafter in Portugal war.

## Leben
Claud Frederick William Russell war der zweite Sohn des Liberal-Party-Politikers Lord Arthur Russell (1825–1892), der ein Bruder des 9. Duke of Bedford und von 1857 bis 1885 Mitglied des Unterhauses (House of Commons) war, und dessen Ehefrau Laura de Peyronnet († 1910), Tochter von Paul Louis Jules, Vicomte de Peyronnet. Er selbst absolvierte ein Studium am Balliol College der University of Oxford, welches er mit einem Master of Arts (M.A.) beendete. Er trat am 29. Januar 1897 als Attaché in den diplomatischen Dienst (HM Foreign Service) des Außenministeriums (Foreign Office). Daraufhin übernahm er zahlreiche Funktionen im Laufe seiner beruflichen Laufbahn und wurde am 1. September 1902 zum Zweiter Sekretär (Second Secretary) befördert. Er diente von 1908 bis 1910 als Sekretär an der Gesandtschaft in Argentinien und erhielt dort am 1. September 1909 seine Ernennung zum Ersten Sekretär (First Secretary). Nach weitere Verwendungen in Paraguay, Spanien, Griechenland sowie im Foreign Office nahm er als Angehöriger der Bedfordshire Yeomanry am Ersten Weltkrieg teil und wurde zuletzt zum Major befördert. Nach Kriegsende wurde er 1918 Botschaftsrat (Counsellor) an der Botschaft in Griechenland und diente dort bis 1920.
Als Nachfolger von Wilfred Gilbert Thesiger wurde Russell am 20. September 1920 Gesandter in Äthiopien und verblieb dort bis zu seiner Ablösung durch Charles Henry Bentinck 1925. Nach weiteren Verwendungen löste er am 18. Januar 1928 Rowland Arthur Charles Sperling als Gesandter in der Schweiz und verblieb auf diesem Posten, bis er am 30. April 1931 von Howard William Kennard abgelöst wurde. Während dieser Zeit wurde er am 3. Juni 1930 zum Knight Commander des Order of St Michael and St George (KCMG) geschlagen und führte seither den Namenszusatz „Sir“.
Zuletzt wurde Sir Claud Russell am 5. Mai 1931 Nachfolger von Sir Francis Oswald Lindley als Botschafter in Portugal und verblieb auf diesem Posten bis 1935, woraufhin Sir Charles Wingfield seine dortige Nachfolge antrat. Für seine Verdienste um die britisch-portugiesischen Beziehungen wurde er zum Großoffizier des Christusordens erhoben.
Russell, der auch Fellow der Royal Geographical Society (FRGS) sowie der Zoological Society of London (FZS) war, heiratete 1920 die Kunstsammlerin Athenais Iphigenia Atchley, eine Tochter des Diplomaten und Botanikers Shirley Clifford Atchley (1871–1936), sowie dessen Ehefrau Anastasia Zersi Gerasi. Die ältere Schwester seiner Ehefrau, seine Schwägerin Alexandra Ismene Atchley, war mit dem Diplomaten Sir Pierson John Dixon (1904–1965) verheiratet, der unter anderem von 1948 bis 1950 Botschafter in der Tschechoslowakei, von 1954 bis 1960 Ständiger Vertreter bei den Vereinten Nationen sowie von 1960 bis 1964 Botschafter in Frankreich war.